# شريف آباد (إيران)
شريف أباد (بالفارسية: شریف‌آباد) هي مدينة تقع في إيران في طهران. يقدر عدد سكانها بـ 8,870 نسمة .